# Ліра (монета)
«Лі́ра» — пам'ятна біметалева монета номіналом 5 гривень, випущена Національним банком України, присвячена стародавньому музичному інструменту, який поширений в Україні з XV—XVI століть. Ліра (риля, риле, рема тощо) — струнно-клавішно-смичковий народний музичний інструмент.
Монету введено в обіг 21 грудня 2004 року. Вона належить до серії «Народні музичні інструменти».

## Опис монети та характеристики
| Номінал грн. | Метал                   | Маса, г | Діаметр, мм | Якість виготовлення | Гурт                 | Тираж, штук |
| ------------ | ----------------------- | ------- | ----------- | ------------------- | -------------------- | ----------- |
| 5            | нікелевий сплав, нордік | 9,4     | 28,0        | звичайна            | секторальне рифлення | 30 000      |

### Аверс
Горизонтально рельєфна поверхня поля аверсу символічно відтворює струни ліри, з яких нібито лунає мелодія у вигляді стилізованого барокового орнаменту. Угорі розміщено малий Державний Герб України, стилізований під козацький шрифт напис «Україна»; унизу — «5 ГРИВЕНЬ», «2004» (праворуч) та логотип Монетного двору Національного банку України.

### Реверс

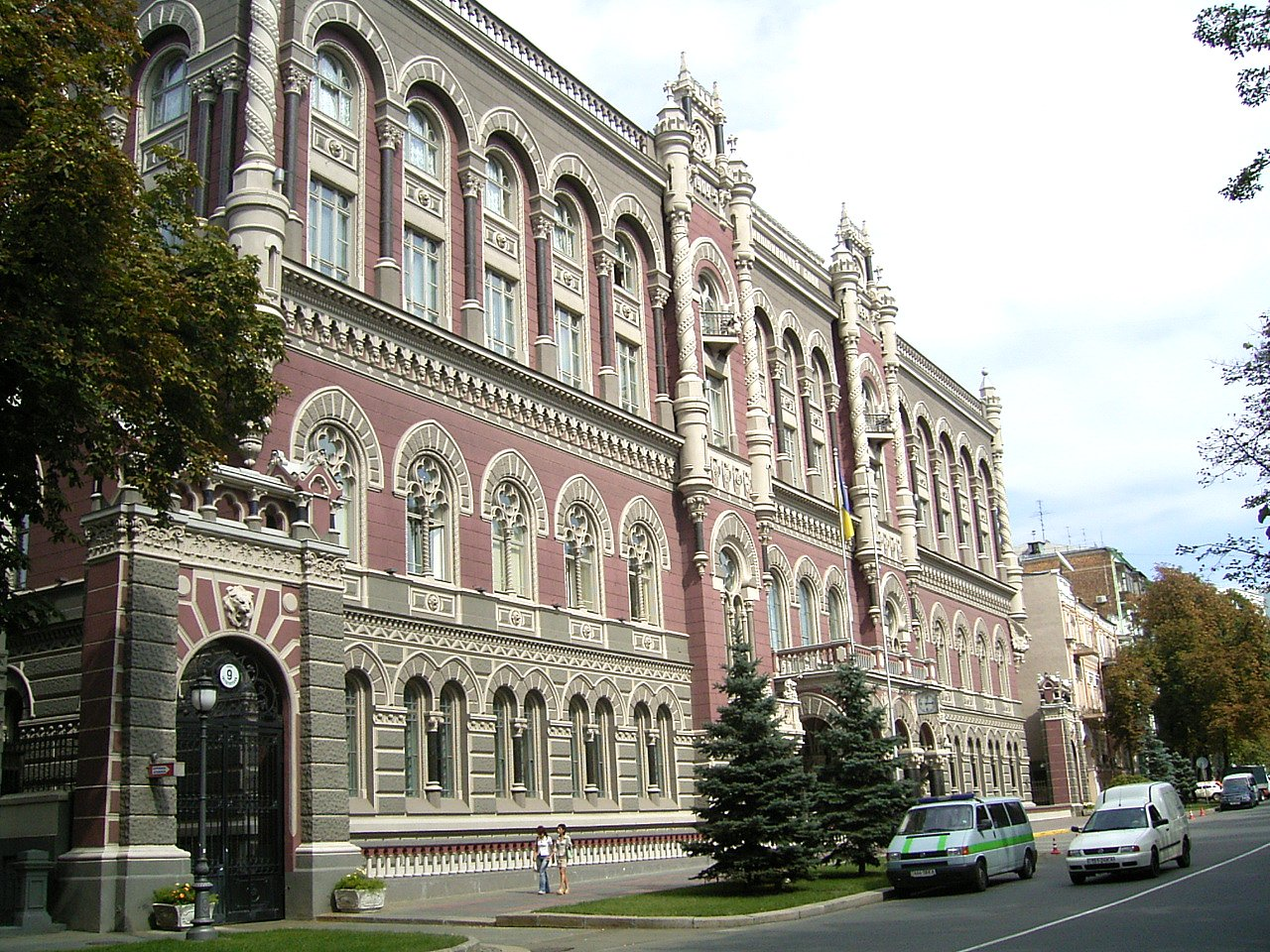
Будівля Національного банку України

На реверсі монети зображено ліру, по колу — бароковий орнамент і стилізований під козацький шрифт напис «ЛІРА».

## Автори
- Художники: Таран Володимир, Харук Олександр, Харук Сергій.
- Скульптори: Атаманчук Володимир, Дем'яненко Володимир.

## Вартість монети
Ціну монети — 5 гривень встановив Національний банк України у період реалізації монети через його філії у 2004 році.
Фактична приблизна вартість монети, з роками змінювалася так:
| Рік        | 2010 | 2011 | 2012 | 2013 | 2014 | 2015 | 2016 | 2017 | 2018 | 2019 | 2020 | 2021 | 2022 | 2023 | 2024  | 2025  |
| ---------- | ---- | ---- | ---- | ---- | ---- | ---- | ---- | ---- | ---- | ---- | ---- | ---- | ---- | ---- | ----- | ----- |
| Ціна, грн. | 45   | 50   | 70   | 80   | 85   | 120  | 140  | 160  | 215  | 230  | 240  | 240  | 270  | 570  | 1 200 | 1 230 |